# 14e corps d'armée (Empire allemand)

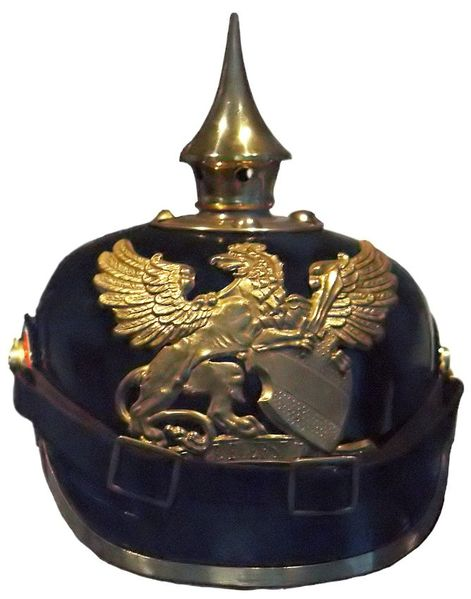
Casque

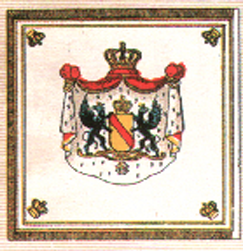
Modèle de drapeaux d'infanterie badoise

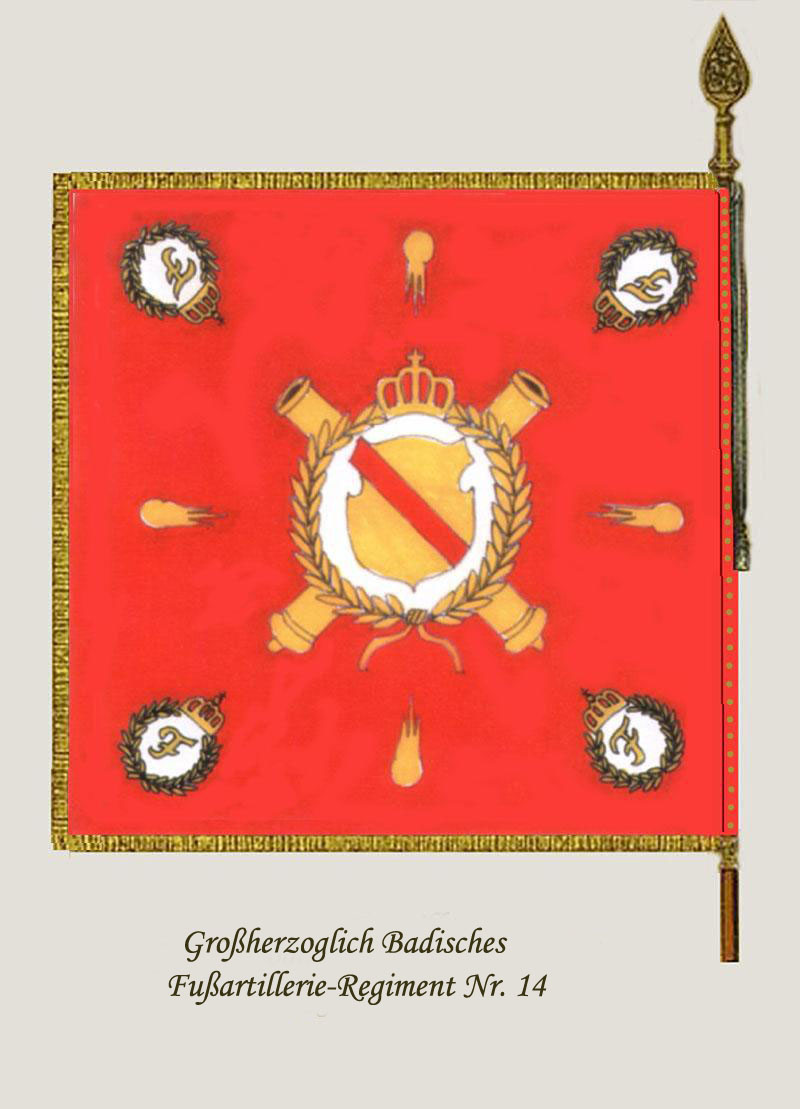
Drapeau du 14e régiment d'artillerie à pied4 (Strasbourg), décerné en 1900 par l'empereur Guillaume II.

Le 14e corps d'armée est une grande unité de l'armée prussienne et de l'Empire allemand qui regroupe les unités badoises. Le quartier général du commandement général se trouve à Karlsruhe, capitale et résidence du pays de Bade. Au début de la Première Guerre mondiale, une grande unité indépendante, la division d'armée Gaede, est créée dans les Vosges à partir du commandement général adjoint du  14e corps rebaptisée détachement d'armée B en 1916.

## Histoire

### Guerre franco-allemande

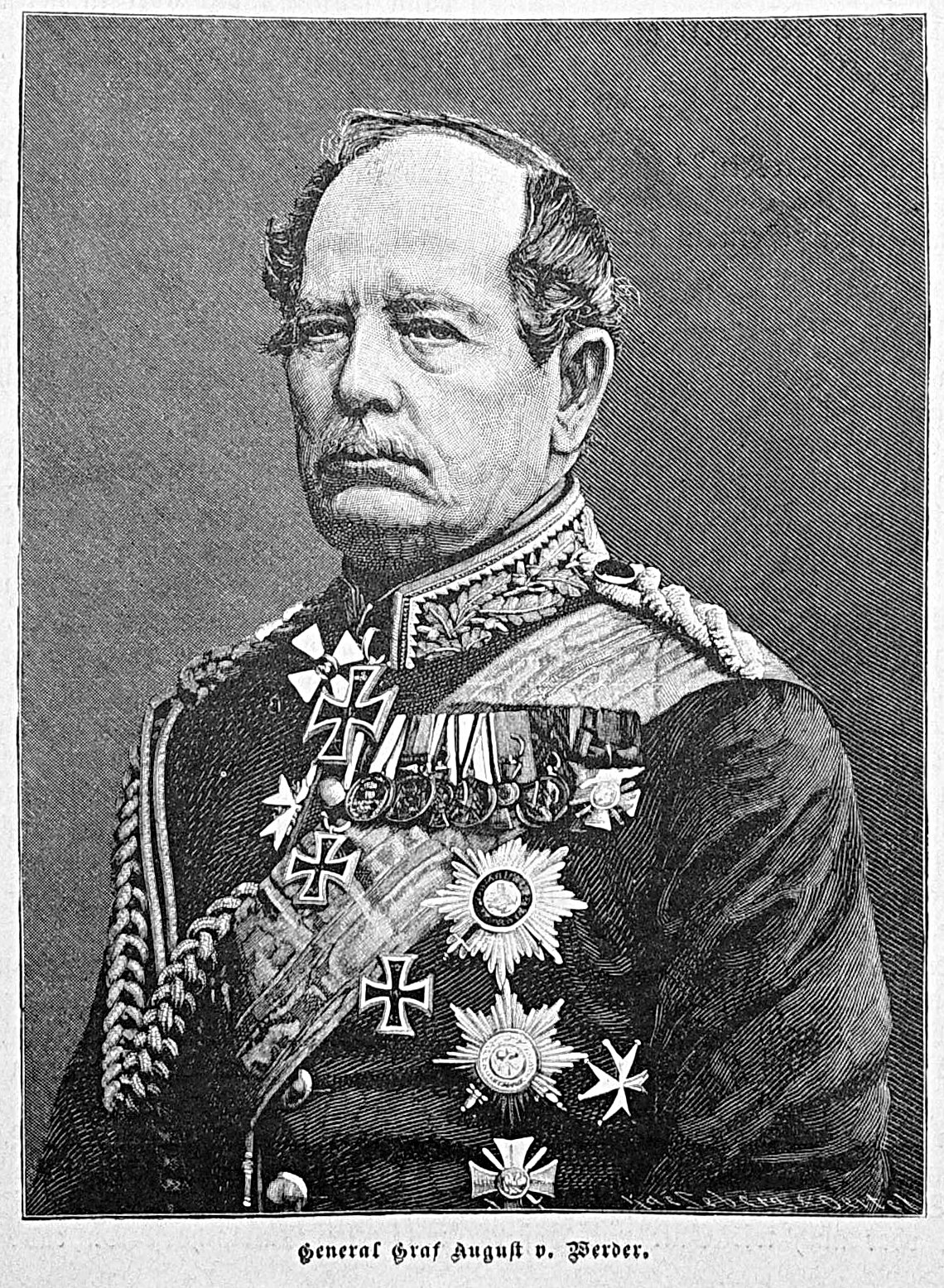
August von Werder

Lors de la guerre franco-allemande de 1870, un corps de blocus est formé pour le siège de Strasbourg sous le commandement du général August von Werder. L'armée de Werder se compose principalement de la division badoise du général Gustav von Beyer, à laquelle appartient également la brigade de cavalerie badoise (Freiherr von La Roche-Starkenfels) avec trois régiments de dragons. Plus tard, la division Garde-Landwehr du général von Loën et la 1re division Landwehr du général von Tresckow rejoignent le corps de siège. Lorsque ces troupes sont libérées le 27 septembre 1870 après la prise de Strasbourg, l'A. K. O. du 30 septembre crée le 14e corps d'armée, qui est à nouveau dissous en mars 1871.
La mission du 14e corps est de sécuriser les liaisons arrière de l'armée allemande qui se trouve devant Paris. Il traverse les Vosges jusqu'à Barr en passant par Schirmeck afin d'éliminer les francs-tireurs. Depuis le début du mois d'octobre, un important corps français s'est formé près d'Épinal sous le commandement du général Cambriels, sous la protection duquel se rassemblent en outre des gardes mobiles. Le 6 octobre, la brigade badoise de Degenfeld (de) progresse sur les deux rives de la Meurthe, force les troupes adverses à se replier sur Rambervillers et Bruyères et atteint Saint-Dié. Le 11 octobre, les francs-tireurs du général Cambriels, forts en nombre mais peu combatifs, sont contraints d'évacuer Bruyères. Le général Werder concentre ses troupes dans la région d'Épinal et lance le 20 octobre une offensive sur Vesoul via Conflans et Luxeuil. Le 22 octobre, il mène une attaque sur les Français présents sur l'Ognon, qui cherchent à forcer le passage de la rivière à Cussey et qui ont un appui sur les troupes de Besançon. Un corps de secours italien sous le commandement de Garibaldi se rassemble sur le Doubs, Werder n'y prête pas attention et dirige son corps le 26 octobre vers Dampierre et Gray. De l'autre côté de la Saône, toutes les routes s'avèrent coupées par l'ennemi. Dans l'attente d'une attaque, le 14e corps se rassemble derrière la Vingeanne, d'où la division von Beyer peut occuper la ville de Dijon après de brefs combats le 31 octobre 1870.
De nouvelles instructions désignent Werder pour couvrir le flanc gauche de la 2e armée du prince Frédéric-Charles qui se dirige vers la Loire. Tout en occupant Dijon, le corps de Werder se dirige vers Vesoul afin d'endiguer les fortes concentrations de troupes françaises autour de Besançon et Langres. Au même moment, les troupes de Garibaldi apparaissent entre Dole et Auxonne. Le général français Crouzat marche de Besançon à Cagny, où il se renforce de 45 000 hommes. Pendant ce temps, le corps de Garibaldi se met en marche via Autun pour sécuriser Bourges.
Le 14e corps est également chargé de prendre les forteresses alsaciennes, pour ce faire, la 4e division de réserve du général von Schmeling est amenée dès le début du mois d'octobre à traverser le Rhin près de Neuenburg pour assiéger les forteresses de Schlettstadt et de Neuf-Brisach. Schlettstadt est amené à se rendre le 24 octobre, Verdun est prise sans combat le 8 novembre 1870. Neuf-Brisach et le fort Mortier capitulent le 10 novembre après neuf jours de bombardement. Le siège de Belfort proprement dit commence le 8 novembre par la 1re division de réserve du général Udo von Tresckow et n'aboutit à la reddition qu'après l'armistice du 18 février 1871.
Le corps du général Werder reçoit enfin en renfort la 4e division de réserve qui se libère et peut ainsi dégager ses troupes d'observation badoises à Vesoul et Gray. Le 25 novembre, une division de Garibaldi s'avance vers Dijon, mais est repoussée par la garnison badoise le 27. Jusqu'à la mi-décembre, il des combats sont menés contre la division Crémer à l'ouest et au sud de Dijon, dont la bataille de Nuits-Saint-Georges le 18 décembre 1870. Après la chute des forteresses du nord, des éléments supplémentaires du 7e corps d'armée sont libérés et assurent les importantes voies de communication au nord de Dijon.
Le corps de Werder doit couvrir toute la ligne de Dampierre sur la Saône, via Vesoul, jusqu'à Lure. Après un combat près de Vesoul le 5 janvier, il devient clair qu'une nouvelle armée ennemie (18e, 20e et 24e corps français) est en marche, dont l'objectif est de dégarnir Belfort et de couper la liaison arrière des Allemands. Cette armée de l'Est sous le commandement du général Bourbaki tente de se glisser entre le corps de Werder et la forteresse de Belfort et de les séparer. Le 9 janvier, il y a la rencontre de Villersexel, au cours de laquelle le général von Tresckow doit ordonner la retraite.
Le 10 janvier, le corps de Werder fait face à la menace jusqu'à Ronchamps, un détachement sous les ordres du colonel von Willisen reste en arrière pour observer l'ennemi sur la Lure. Le 11 janvier, la division badoise arrive à temps à Frahier sur la Lisaine et prend contact avec le corps de destruction (de) de Belfort.
L'engagement le plus important du 14e corps dans cette guerre a lieu les 15, 16 et 17 janvier 1871 à l'ouest de la forteresse lors de la bataille de la Lisaine qui dure trois jours. Avec environ 43 000 hommes, le général Werder réussit à repousser toutes les attaques de l'armée française de l'Est, trois fois supérieure. La division badoise se distingue à l'aile droite devant Frahier, la 4e division de réserve attribuée au général Schmeling à l'aile gauche devant Montbéliard. Au centre d'Héricourt jusqu'à Chagny, 61 pièces d'artillerie stoppent l'attaque des 18e et 20e corps français.
La poursuite ultérieure de l'adversaire vaincu se fait en collaboration avec l'armée du Sud allemande du général von Manteuffel qui intervient dans le département de la Côte-d'Or. Le 25 janvier, le 14e corps, marchant sur Rioz, atteint la liaison avec l'armée du Sud et libère la 14e division du 7e corps dans la région de Besançon. Cette opération entraîne le passage d'environ 87 000 soldats français en Suisse au début du mois de février 1871. C'est pourquoi le monument de la victoire (de) est inauguré en 1876 à Fribourg-en-Brisgau en l'honneur du corps d'armée.
Après la conclusion de la paix, le 1er juillet 1871, le 14e corps d'armée est à nouveau constitué à partir de troupes badoises et prussiennes. En septembre 1885, pendant les grands exercices d'automne, le prince Guillaume de Prusse (futur empereur Guillaume II), alors major, se voit attribuer le commandement général du 14e corps d'armée. À partir du 29 mars 1900, Erich von Falkenhayn est chef d'état-major pendant cinq mois.

### Première Guerre mondiale
Début août 1914, le 14e corps d'armée, sous le commandement du général d'infanterie Ernst von Hoiningen, se trouve dans la formation de la 7e armée dans les Vosges. Les 28e et 29e divisions subordonnées combattent lors de la première bataille près de Mulhouse, se déplacent ensuite en Lorraine pour rejoindre la 6e armée et interviennent également le 24 août lors de la bataille de Sarrebourg. Le 31 août 1914, le général Theodor von Watter prend la tête du corps d'armée, qui suit le déplacement de la 6e armée dans la région d'Arras pendant la course à la mer fin septembre. À partir du 6 octobre, le corps d'armée participe à la première bataille d'Arras. Avant même qu'une décision ne soit prise, le débarquement de la 28e division à Douai et l'intervention dans la bataille de Lille commencent. Le 14e corps d'armée tente d'encercler les Français au nord de Lens et couvre le débarquement du 19e corps d'armée saxon (de) à l'est de Valenciennes. Après l'enlisement du front en octobre 1914, le corps d'armée mène des combats de plusieurs années dans les Flandres françaises et en Artois.
Le corps reste dans la région d'Arras jusqu'en mai 1915, avec un point fort à La Bassée et autour de la hauteur de Lorette près d'Ablain. À la mi-juin 1915, il est transféré à la 3e armée et fait partie du 10e corps de réserve. Elle participe à la bataille de Champagne de mi-octobre à novembre. À partir du 12 août 1916, le général commandant Karl von Hänisch est remplacé par le lieutenant-général Chales de Beaulieu. En octobre 1916, le 14e corps est engagé dans la bataille de la Somme.

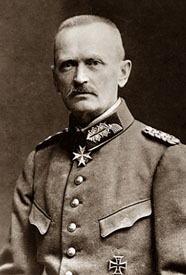
Martin Franz Chales de Beaulieu

Entre le 4 novembre 1916 et le 9 mars 1917, le corps se trouve dans le groupe « Hardaumont » sur le front de défense nord-est de Verdun et s'oppose aux contre-attaques françaises. Entre le 16 et le 25 avril 1917, pendant la bataille de l'Aisne, le corps forme le groupe « Prosnes » auprès de la 1re armée dans l'ouest de la Champagne. Il doit faire face à de fortes attaques de la 4e armée française et est retiré de la grande bataille après sa relève par le 3e corps d'armée. Après son repositionnement sur le front flamand, le corps prend en charge la défense du secteur au nord d'Ypres en tant que groupe Dixmude du 11 mai au 23 août 1917 au sein de la 4e armée pendant la troisième bataille des Flandres. Au début de la bataille, le groupe Dixmude a sous ses ordres les 40e et 111e divisions d'infanterie, ainsi que la 2e division de réserve de la Garde, qui sont rapidement épuisées dans le grand combat. Le 20 juin, les 19e (de) et 20e divisions de la Landwehr (de) et la 49e division de réserve sont affectées au corps d'armée.
Après l'accalmie de cette bataille, le corps prend en charge, entre le 24 novembre et le 4 décembre 1917, le groupe « Wytschaete » qui se trouve plus au sud dans les Flandres. Le 7 décembre 1917, le 23e corps de réserve est libéré au sein de la 2e armée, le corps prend en charge le groupe « Busigny » dans la région de Cambrai jusqu'au début de l'offensive allemande du printemps.
À partir du 21 mars 1918, le corps participe à la percée au nord de Saint-Quentin dans le cadre de l'opération Michael, dans la section de la 2e armée. Le groupe « Gontard » se voit attribuer la 4e division de la Garde et la 25e division en première ligne entre Nauroy et Bellicourt, et la 1re division en deuxième ligne en tant que réserve. Fin juin 1918, le groupe « Gontard » est à nouveau affecté à la 1re armée et participe à la bataille entre Soissons et Reims. Après l'échec de la deuxième tentative de percée sur la Marne, des combats défensifs suivent sur l'Aisne. Après le retrait allemand, le corps d'armée mène d'autres combats défensifs en Champagne en août 1918. À la fin de la guerre, le corps d'armée se trouve auprès de la 18e armée dans la position de la Meuse.

## Ordre de bataille
Avant le début de la Première Guerre mondiale, le corps d'armée dépend de la 5e inspection de l'armée (de) à Karlsruhe. Les formations militaires suivantes lui sont subordonnées :
- 28e division d'infanterie à Karlsruhe
- 29e division d'infanterie à Fribourg-en-Brisgau
- 14e régiment d'artillerie à pied[7]
- 14e bataillon du génie badois
- 4e bataillon du télégraphe
- 14e bataillon du train badois

## Généraux commandants
| Grade                                  | Nom                       | Date                                |
| -------------------------------------- | ------------------------- | ----------------------------------- |
| General der Infanterie                 | August von Werder         | 30 septembre 1870 - 14 avril 1879   |
| General der Infanterie                 | Hugo von Obernitz         | 15 avril 1879 - 19 août 1888        |
| General der Infanterie                 | Sigismund von Schlichting | 20 août 1888 - 1er janvier 1896     |
| General der Kavallerie                 | Adolf von Bülow           | 2 janvier 1896 - 26 janvier 1902    |
| General der Infanterie                 | Max von Bock und Polach   | 27 janvier 1902 - 10 septembre 1907 |
| Generalleutnant/General der Infanterie | Ernst von Hoiningen       | 11 septembre 1907 - 31 août 1914    |
| Wurt. Generalleutnant                  | Theodor von Watter        | 1er septembre 1914 9 mars 1915      |
| Generalleutnant                        | Karl von Hänisch          | 10 mars 1915 - 11 août 1916         |
| Generalleutnant                        | Martin Chales de Beaulieu | 12 août 1916 - 4 septembre 1917     |
| Generalleutnant                        | Alfred von Böckmann (de)  | 5 septembre - 1er novembre 1917     |
| Generalleutnant                        | Friedrich von Gontard     | 2 novembre 1917 - 28 juin 1919      |

## Détachement d'armée B

### Histoire
Lors de la mobilisation de 1914, le commandement général adjoint du 14e est mobilisé et rebaptisé groupe d'armée « Gaede » le 19 septembre 1914. Deux mois plus tard, à partir du 25 novembre, il est à nouveau rebaptisé groupe d'armée « Gaede ». Le 6 septembre 1916, elle reçoit son nom définitif de détachement d'armée B. Elle est dissoute après la fin de la guerre, le 23 décembre 1918.

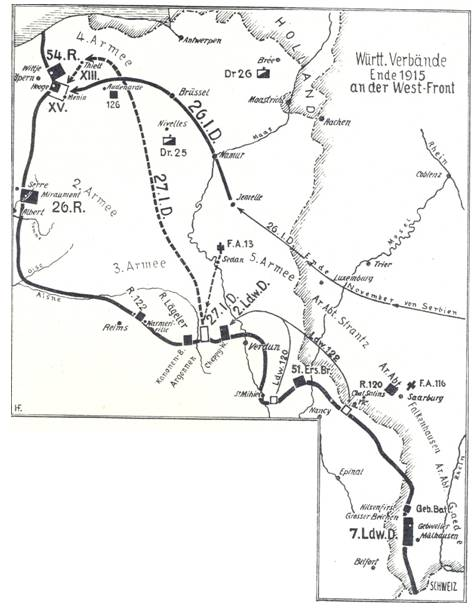
Division d'armée « Gaede » 1915

Le groupe d'armée/division d'armée n'est engagé que sur le front de l'ouest, du sud des Vosges jusqu'au Sundgau, auprès du groupe d'armées prince héritier allemand, puis à partir du 25 février 1917, auprès du groupe d'armées duc Albert de Wurtemberg.
Du 2 août au 19 septembre 1914, elle se trouve en tant que troupes de couverture derrière la 7e armée dans le Rhin supérieur. Après le déplacement de la 7e armée vers le nord, elle prend en charge son secteur de front.

### Ordre de bataille en 1914
- Brigades

4e Bataillon/99e régiment d'infanterie de Landwehr
2e Landwehr-14e escadron
14e régiment d'artillerie de réserve
3e batterie/13e régiment d'artillerie à pied de Landwehr
- 2e brigade mixte bavaroise de Landwehr

1re et 2e batteries/20e bataillon d'artillerie à pied de Landwehr
- 51e brigade de la Landwehr (Wurtemberg)

121e régiment d'infanterie de la Landwehr avec compagnie
123e régiment d'infanterie de la Landwehr wurtembergeois avec trois compagnies
13e batterie de la Landwehr
4e Batterie/20e bataillon d'artillerie à pied de Landwehr
2e régiment de pionniers de Landwehr, 13e compagnie
(Janvier à mars 1915 avec la 1re compagnie wurtembergeoise de raquettes à neige)
- 55e brigade mixte de l'armée de terre

40e régiment d'infanterie de Landwehr avec deux bataillons
119e régiment d'infanterie de Landwehr (Wurtemberg) avec quatre compagnies
1er régiment de Landwehr-13e escadron
76e batterie d'artillerie à pied de Landwehr
2e et 4e Batterie/16e régiment d'artillerie à pied
5e batterie mobile/20e régiment d'artillerie à pied de réserve
1re compagnie/14e bataillon de pionniers de réserve (2e badois)
À partir du 11 décembre 1914, la Division Fuchs (avec la 29e brigade d'infanterie, la 31e brigade d'infanterie et trois batteries de la division de remplacement bavaroise (de), jusqu'alors division d'armée Strantz) est ajoutée, le 24 décembre 1914 la 42e brigade de cavalerie (jusqu'alors 7e division de cavalerie). Le 23 décembre 1914, la 31e brigade d'infanterie est transférée à la 3e armée. Le 27 décembre 1914, la 7e division de cavalerie (sans la 30e et la 42e brigade de cavalerie, sans le 9e bataillon de chasseurs) est ajoutée.
En 1915, les brigades de la division d'armée, jusque-là indépendantes, sont intégrées dans des divisions nouvellement créées.
- 6e division de Landwehr (de) en février
- 7e division de Landwehr à partir du 14 avril
- 12e division de Landwehr à partir du 14 avril
- 21e division de Landwehr (de) à partir du 14 avril

En mai 1917, la 7e division de Landwehr (wurtembergeoise) et la 12e division de Landwehr sont abandonnées, et la 26e division de Landwehr (wurtembergeoise) (de) est rattachée au détachement d'armée B.

### Généraux commandants
| Grade                  | Nom               | Date                               |
| ---------------------- | ----------------- | ---------------------------------- |
| General der Infanterie | Hans Gaede        | 13 août 1914 - 3 septembre 1916    |
| General der Infanterie | Erich von Gündell | 3 septembre 1916 - 7 novembre 1918 |